# ドラマティックバス
ドラマティックバスは、NHKのプレミアム8で放送されるパリ、ベネチア、マドリッドの三都市の路線バスをテーマにした毎回一本のドラマで構成される紀行番組。全3回（番組は第一夜、第二夜、第三夜となっているが、プレミアム8のうち水曜日の紀行番組の枠で放送されたことから3回ともそれぞれ水曜日に初回の放送がなされた）。

## 第一夜 パリ
ドラマタイトル
「オムニバスの女」～ニコラを探して～
放送時間
2009年7月8日、20:00 - 21:29
出演者
- 村上菜也子（羽田美智子）
- ニコラ（Pierre-Yves Massip）
- ジャン（Didier Nobletz）

## 第二夜 ベネチア
ドラマタイトル
「ヴァポレットの女」～水上都市　迷宮のふたり～
放送時間
2009年7月15日、20:00 - 21:29
出演者
- 堅井操（戸田菜穂）
- 教授（Alberto Fasoli）
- シスター（Lucia Schierano）

## 第三夜 マドリッド
ドラマタイトル
「スパニッシュ・バスの男」～情熱の街 最後の一日～
放送時間
2009年7月29日、20:00 - 21:29
出演者
- 際野剣太郎／直樹（萩原聖人）
- 謎の女／その妹（Eiba Alejandra Hernandez Guitierrez）

## スタッフ
- 脚本・演出　源孝志
- 制作統括 北川恵、川崎直子、槙哲也
- 制作　NHKエンタープライズ
- 製作著作　NHK、ホリプロ